# فرانكلين مكمان
فرانكلين مكمان (بالإنجليزية: Franklin McMahon)‏ هو فنان وصحفي أمريكي، ولد في 9 سبتمبر 1921 في شيكاغو في الولايات المتحدة، وتوفي في 3 مارس 2012 في هايلاند بارك في الولايات المتحدة.